# Medalla de Bienestar Público
La Medalla de Bienestar Público (Public Welfare Medal en inglés) es otorgada por la Academia Nacional de Ciencias de EE. UU., «en reconocimiento de las contribuciones distinguidas en la aplicación de la ciencia para el bienestar público». Es el honor más prestigioso otorgado por la Academia. La primera fue concedida en 1914, la medalla ha sido otorgada anualmente desde 1976.

## Lista de ganadores[1]
- 1914: George W. Goethals y William C. Gorgas
- 1916: Cleveland Abbe y Gifford Pinchot
- 1917: Samuel W. Stratton
- 1920: Herbert Hoover
- 1921: Charles W. Stiles
- 1928: Charles V. Chapin
- 1930: Stephen T. Mather
- 1931: Wickliffe Rose
- 1932: William H. Park
- 1933: David Fairchild
- 1934: August Vollmer
- 1935: Hugh S. Cumming y F. F. Russell
- 1937: Willis R. Whitney
- 1939: J. Edgar Hoover
- 1943: John D. Rockefeller Jr.
- 1945: Vannevar Bush
- 1947: Karl T. Compton
- 1948: George H. Shull
- 1951: David Lilienthal
- 1956: James R. Killian, Jr.
- 1957: Warren Weaver
- 1958: Henry A. Moe
- 1959: James H. Doolittle
- 1960: Alan T. Waterman
- 1962: James A. Shannon
- 1963: J. G. Harrar
- 1964: Detlev W. Bronk
- 1966: John W. Gardner
- 1969: Lister Hill
- 1972: Leonard Carmichael
- 1976: Emilio Q. Daddario
- 1977: Leona Baumgartner
- 1978: Donald A. Henderson
- 1979: Cecil H. Green y Ida M. Green
- 1980: Walter S. Sullivan
- 1981: Russell E. Train
- 1982: Paul Grant Rogers
- 1983: Mina Rees
- 1984: Theodore M. Hesburgh
- 1985: I. I. Rabi
- 1986: William D. Carey
- 1987: Dale R. Corson
- 1988: John E. Sawyer
- 1989: David Packard
- 1990: C. Everett Koop
- 1991: Victor F. Weisskopf
- 1992: Philip H. Abelson
- 1993: Jerome B. Wiesner
- 1994: Carl Sagan
- 1995: Harold Amos
- 1996: William T. Golden
- 1997: George W. Thorn
- 1998: David A. Hamburg
- 1999: Arnold O. Beckman
- 2000: Gilbert F. White
- 2001: David A. Kessler
- 2002: Norman E. Borlaug
- 2003: Shirley M. Malcom
- 2004: Maurice F. Strong
- 2005: William H. Foege
- 2006: Norman R. Augustine
- 2007: Maxine F. Singer
- 2008: Norman P. Neureiter
- 2009: Neal F. Lane
- 2010: Eugenie C. Scott
- 2011: Ismail Serageldin
- 2012: Harold T. Shapiro
- 2013: Bill y Melinda Gates